# Nieme znaki czeskich Karkonoszy

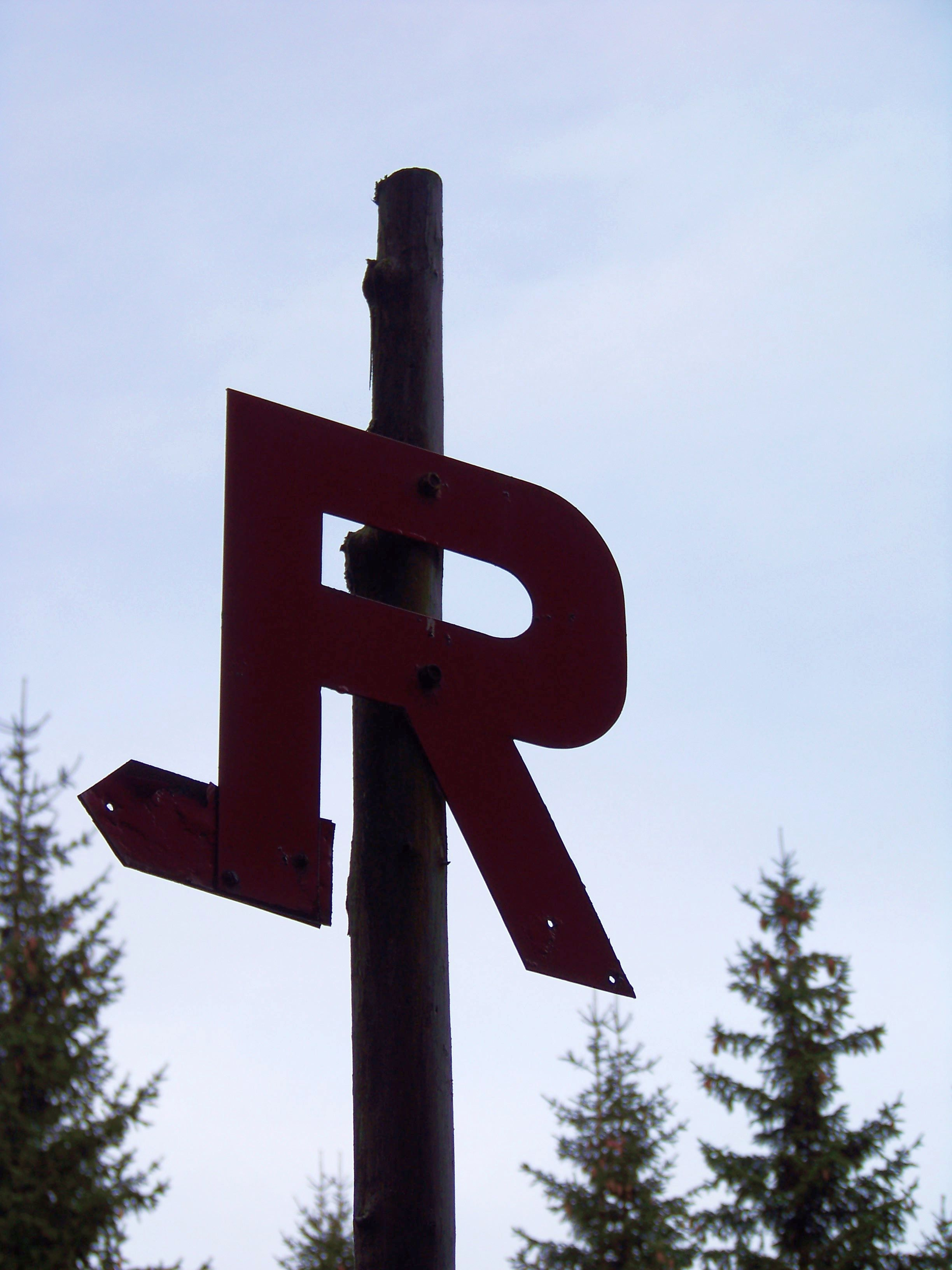
Znak do Rokytnic nad Jizerou

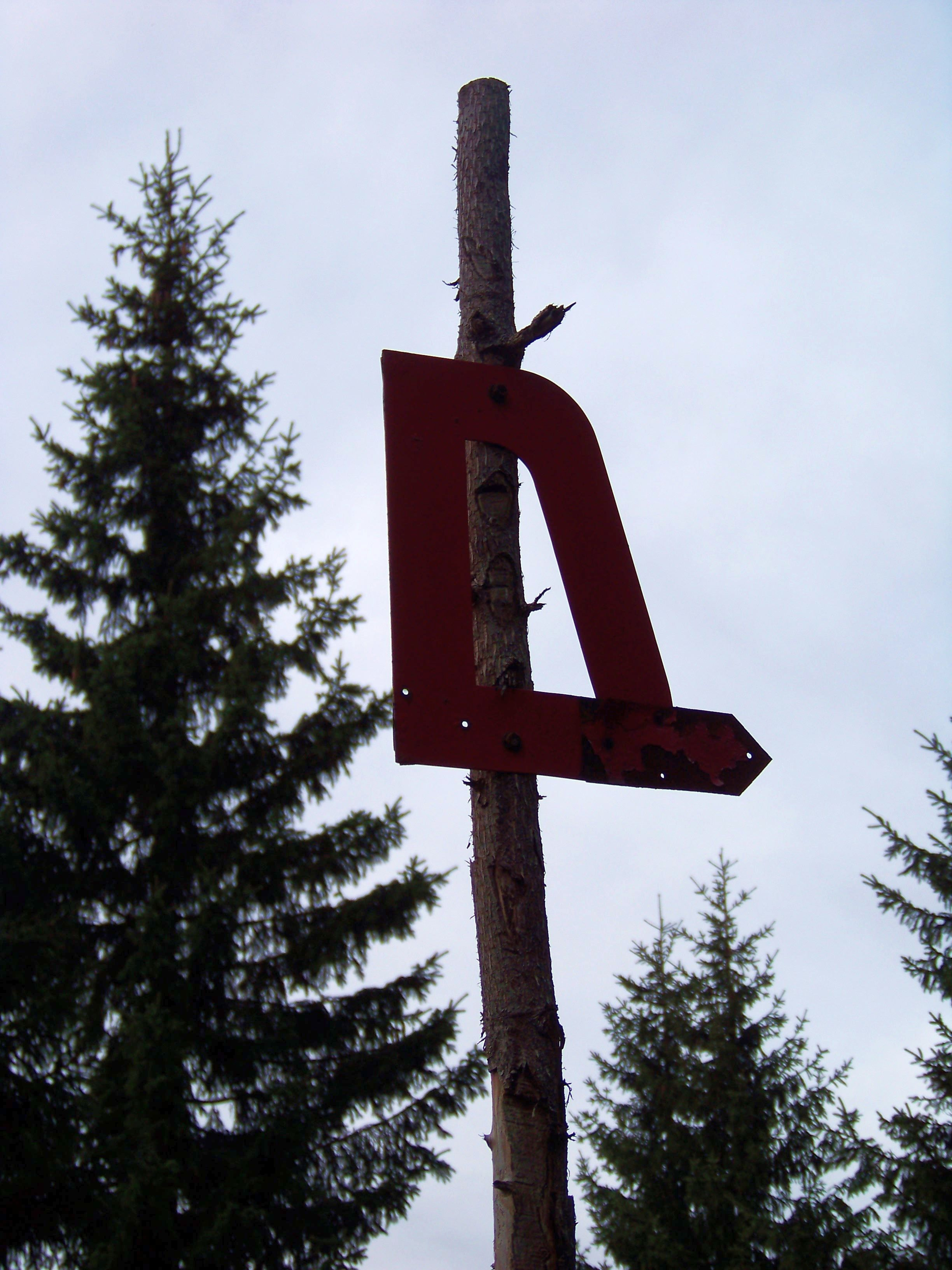
Znak do schroniska Dvoračky

Nieme znaki czeskich Karkonoszy (znaki Mutticha, czes. muttichovky) – system zimowego oznakowania szlaków turystycznych w czeskich Karkonoszach. 
System tworzą wykonane z metalu znaki, które nie oznaczają tras we współczesnym rozumieniu, lecz przyporządkowane są poszczególnym obiektom, głównie schroniskom turystycznym lub miejscowościom i znajdują się na szlakach do nich prowadzących. Przeznaczone są zarówno dla turystów pieszych jak i narciarskich, jednak wykorzystywane są głównie przez narciarzy. 
Oznakowanie wprowadzono w roku 1923. W zamyśle twórców znaki miały być widoczne również zimą, po pokryciu śniegiem lub szadzią. Innym, bardziej politycznym powodem wprowadzenia oznakowania był spór z Niemcami dotyczący języka, w jakim mają być wykonane oznaczenia szlaków. Wprowadzone piktogramy problem w dużej mierze rozwiązywały. Projektodawcą i wykonawcą znaków był czeski malarz i działacz narciarski Vladislav Muttich. 
W okresie międzywojennym niektóre ze znaczków prowadziły do obiektów po śląskiej (dziś polskiej) stronie, m.in. do schroniska na Hali Szrenickiej (Neue Schlesische Baude: N), schroniska „Pod Łabskim Szczytem” (Alte Schlesische Baude: A), schronisko Księcia Henryka (Prinz-Heinrich-Baude: H), schroniska „Strzecha Akademicka” (Hampelbaude) czy Jakuszyce (Jakobsthal: T). 

## Lista niemych znaków

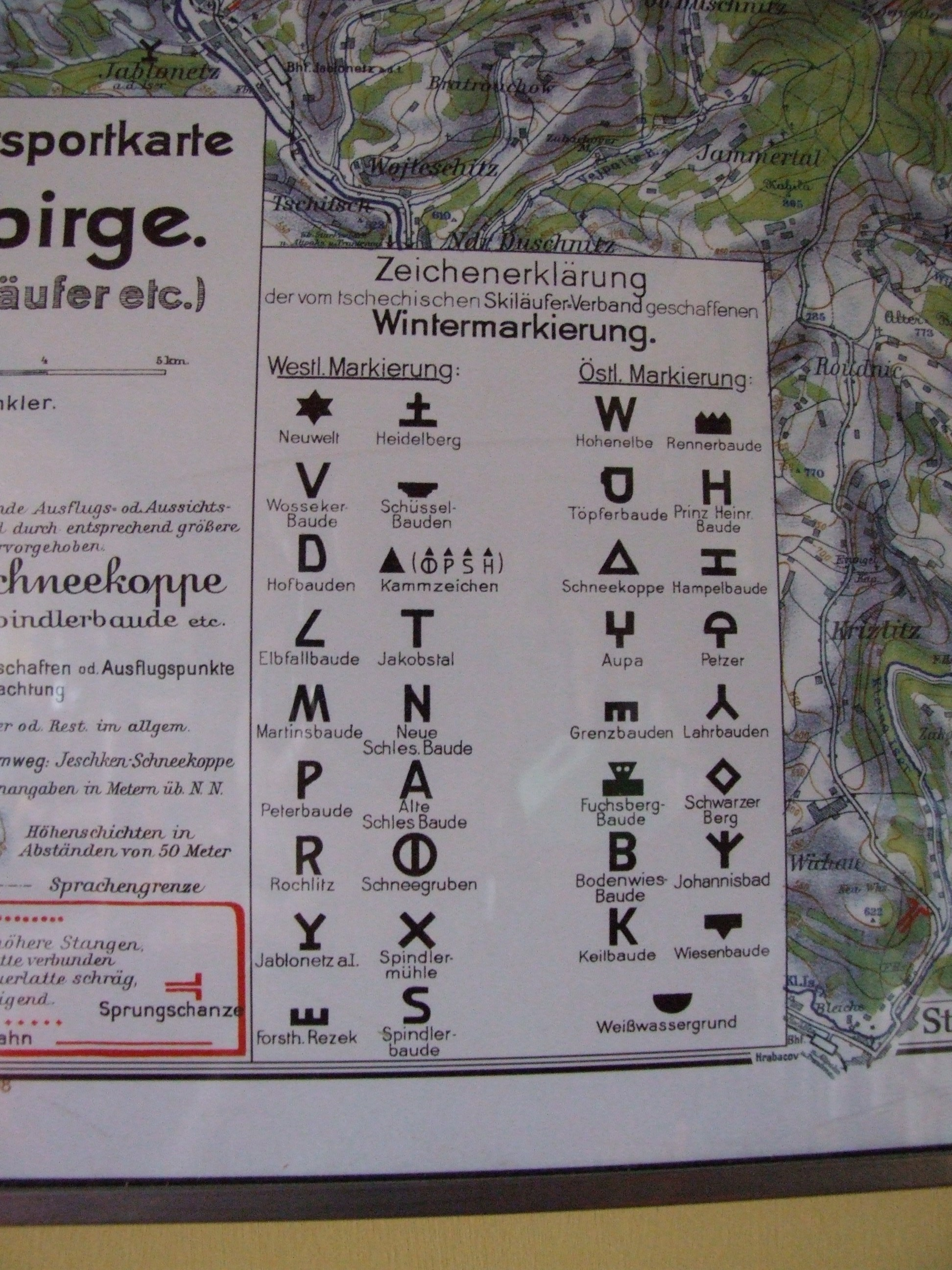
Muttichovky na przedwojennej mapie niemieckiej: widoczne są znaczki po śląskiej stronie, obecnie już nieużywane: np. Neue Schlesische Baude - Schronisko na Hali Szrenickiej